# Не
Нѐ (на италиански и на лигурски: Ne) е малко градче и община в Северна Италия, провинция Генуа, регион Лигурия. Разположено е на 68 m надморска височина. Населението на общината е 2357 души (към 2011 г.).
Административен център на общината е село Коншенти (Conscenti).